# Zachsiella nigromaculata
Zachsiella nigromaculata är en ringmaskart som först beskrevs av Grube 1878.  Zachsiella nigromaculata ingår i släktet Zachsiella och familjen Acoetidae. Inga underarter finns listade i Catalogue of Life.